# EDF1
El factor 1 asociado a diferenciación endotelial (EDF1) es una proteína codificada en humanos por el gen edf1.
La proteína EDF1 podría estar implicada en la regulación de la diferenciación celular del endotelio. Se ha postulado que esta proteína funciona como molécula puente a modo de interconexión entre proteínas reguladoras y la maquinaria de transcripción basal, por lo que, en última instancia, regularía la transcripción de los genes implicados en diferenciación endotelial. EDF1 también parece actuar como un coactivador transcripcional conectando el factor de transcripción general TBP con los activadores específicos de genes. Se han descrito dos variantes transcripcionales del gen que codifican distintas isoformas de la proteína.

## Interacciones
La proteína EDF1 ha demostrado ser capaz de interaccionar con:
- PPAR gamma[4]
- Proteína de unión a TATA[4][5][6]
- Receptor X hepático alfa[4]